# Campeonato Gaúcho de Futebol - Série A2
O Campeonato Gaúcho de Futebol - Série A2  é o segundo nível do Futebol no Estado do Rio Grande do Sul e garante o acesso de duas equipes para a Elite do Futebol Gaúcho do ano subsequente. Organizado pela FGF, teve sua primeira edição no ano de 1952, sendo disputado anualmente até então, exceto em seis oportunidades (1971, 1972, 1973, 1974, 1975 e 1976). Anos que o sistema de acesso foi suspenso e substituído por copas regionais classificatórias a divisão principal. Bagé, Guarany de Bagé, São Paulo-RS, Rio Grande, Riograndense, Pelotas, Brasil de Pelotas, Caxias, Cruzeiro-RS e Novo Hamburgo são clubes que já venceram tanto a primeira quanto a segunda divisão do futebol gaúcho. Ainda, os únicos times que jamais disputaram tal competição são: Grêmio, Internacional e Juventude.

## Histórico
O Campeonato Gaúcho de Futebol até o final dos anos 1960 era disputado geralmente por quatro equipes em sua fase final. Quatro equipes estas que eram campeãs em suas respectivas regiões (Fronteira, Metropolitana, Serra e Litoral). A Federação Gaúcha de Futebol decide então criar a segunda divisão profissional englobando os clubes recém-profissionalizados e que previamente não disputavam as Regionais.
No primeiro campeonato, cada cidade era representada por apenas um clube. Não havia acesso. O campeão não garantia nem a vaga para o próximo campeonato, uma vez que teria que disputar o campeonato municipal profissional para obtê-la. Participaram da primeira edição: Ypiranga de Erechim, Nacional de Cruz Alta, Glória de Carazinho, Palmeirense de Palmeiras das Missões, Santa Cruz de Santa Cruz do Sul, Lajeadense de Lajeado e Sá Viana de Uruguaiana (Classificados como campeões citadinos profissionais); 14 de Julho de Passo Fundo, Montenegro de Montenegro, Estrela de Estrela, Guarani de Venâncio Aires e Aimoré de São Leopoldo (Designados para representar a cidade sem competição, pois eram os únicos clubes profissionais); Esportivo de Bento Gonçalves, Gaúcho de Ijuí e Pedro Osório de Tupãnciretã (Classificados após campeonatos citadinos mistos com profissionais e amadores).
A disputa era regionalizada e classificava os campeões de cada região para as finais. O Sá Viana sagrou-se o primeiro campeão ao derrotar na final o Santa Cruz-RS.
Somente com a primeira edição do Campeonato Gaúcho Unificado, a Federação criou oficialmente a Divisão de Acesso, cujo campeão disputava a vaga no Torneio da Morte com o último da Divisão Especial. Excepcionalmente em 1961, os dois primeiros do acesso enfrentaram os dois últimos da Divisão Especial por duas vagas.
A partir de 1965 o campeão passou a garantir vaga direta para a Primeira Divisão.
A competição mudou sua nomenclatura várias vezes: Segunda Divisão de Profissionais (1952-1960), Divisão de Acesso (1961-1964), Primeira Divisão de Profissionais (1965, 1966), Divisão de Ascenso (1967-1969), novamente Primeira Divisão de Profissionais (1970), Segunda Divisão (1977-1998), novamente Divisão de Acesso (1999-2002), novamente Segunda Divisão (2003-2011) e finalmente Divisão de Acesso pela terceira vez na história a partir de 2012.

### A polêmica fórmula do Campeonato Gaúcho de 1995 a 1999
De 1995 a 1999, seguindo o modelo paulista, a FGF criou uma primeira divisão com duas séries: A e B. Os melhores colocados da B subiam no mesmo ano para a fase final da Série A. Esses clubes se consideram campeões da Segunda Divisão. A FGF, porém, considera como Segunda Divisão, a série inferior que classificava para a Série B do ano seguinte, que na prática era formada pelos clubes da Terceira Divisão. Para a FGF não houve disputa da terceira divisão nestes anos, considerando-a como a Segunda Divisão Oficial.
Campeões da Segunda Divisão segundo a FGF
- 1995 - Sociedade Esportiva Recreativa Santo Ângelo (Santo Ângelo)
- 1996 - Esporte Clube Novo Hamburgo (Novo Hamburgo)
- 1997 - Grêmio Esportivo São José (Cachoeira do Sul)
- 1998 - Grêmio de Esportes Torrense (Torres)

Campeões do Grupo B do Campeonato Gaúcho
Torneio era dividido em 2 grupos, os vencedores se classificavam para a fase final da Série A no mesmo ano. Não havia final.
- 1995 - Clube Esportivo (Bento Gonçalves) e Clube Atlético (Carazinho)
- 1996 - Sociedade Esportiva Recreativa Santo Ângelo (Santo Ângelo) e Grêmio Esportivo Brasil (Pelotas)
- 1997 - Foot-Ball Club Santa Cruz (Santa Cruz) e Esporte Clube Guarani (Venâncio Aires)
- 1998 - Esporte Clube Internacional (Santa Maria) e Clube Esportivo (Bento Gonçalves)
- 1999 - Esporte Clube Avenida (Santa Cruz) e Esporte Clube São José (Porto Alegre)

No segundo semestre de 1999, a FGF reformula a segunda divisão acabando com as promoções no mesmo ano. Os clubes rebaixados na Série A de 1999 participam do torneio.

## Lista de campeões
a. ^  Atualmente Sociedade Esportiva e Recreativa Caxias do Sul.

b. ^  Na prática era a Terceira Divisão, porém a FGF considera oficialmente como a Segunda Divisão (Seguindo o modelo paulista, a FGF criou uma primeira divisão com duas séries: A e B, disputada de 1995 a 1998).

c. ^  Repescagem para a primeira divisão de 2000.

d. ^  Atualmente Canoas Sport Club.

e. ^  Atualmente sediado em Cachoeirinha, na época o Cruzeiro era de Porto Alegre.

nota. ^  O torneio chamado Divisão de Ascenso (1968 e 1969) foi disputado separadamente em Zonas A e B. As equipes listadas foram as venceram suas zonas e não houve decisão entre elas.

## Títulos por Equipe
| Clube                                      | Campeão | Anos dos Títulos              | Vice | Anos dos Vice-Campeonatos                 |
| ------------------------------------------ | ------- | ----------------------------- | ---- | ----------------------------------------- |
| Ypiranga (Erechim)                         | 5       | 1967, 1989, 2008, 2014 e 2019 | 0    |                                           |
| Esportivo (Bento Gonçalves)                | 4       | 1969, 1999, 2012 e 2022       | 2    | 1981 e 2019                               |
| Gaúcho (Passo Fundo)                       | 3       | 1966, 1977 e 1984             | 2    | 1965 e 2005                               |
| Guarany (Cruz Alta)                        | 3       | 1954, 1955 e 1987             | 2    | 1956 e 1989                               |
| Bagé (Bagé)                                | 3       | 1964, 1982 e 1985             | 1    | 1993                                      |
| Brasil de Pelotas (Pelotas)                | 3       | 1961, 2004 e 2013             | 0    |                                           |
| São Luiz (Ijuí)                            | 3       | 1990, 2005 e 2017             | 0    |                                           |
| Lajeadense (Lajeado)                       | 2       | 1959 e 1979                   | 5    | 1955, 1957, 1986, 1997 e 2010             |
| Pelotas (Pelotas)                          | 2       | 1983 e 2018                   | 3    | 2009, 2016 e 2024                         |
| Novo Hamburgo (Novo Hamburgo)              | 2       | 1996 e 2000                   | 2    | 1988 e 2003                               |
| Guarany (Bagé)                             | 2       | 1969 e 2006                   | 2    | 2021 e 2023                               |
| São José (Porto Alegre)                    | 2       | 1963 e 1981                   | 1    | 1996                                      |
| Internacional (Santa Maria)                | 2       | 1968 e 1991                   | 1    | 2007                                      |
| Glória (Vacaria)                           | 2       | 1988 e 2015                   | 1    | 2002                                      |
| São José (Cachoeira do Sul)                | 2       | 1997 e 2002                   | 0    |                                           |
| Caxias (Caxias do Sul)                     | 2       | 1953 e 2016                   | 0    |                                           |
| Avenida (Santa Cruz do Sul)                | 1       | 2011                          | 7    | 1964, 1969, 1998, 2008, 2014, 2017 e 2022 |
| São Paulo (Rio Grande)                     | 1       | 1970                          | 4    | 1967, 1985, 2000 e 2013                   |
| Riograndense (Rio Grande)                  | 1       | 1965                          | 2    | 1963 e 1984                               |
| Santa Cruz (Santa Cruz do Sul)             | 1       | 2023                          | 2    | 1952 e 1983                               |
| Nacional (Cruz Alta)                       | 1       | 1957                          | 1    | 1959                                      |
| Tamoyo (Santo Ângelo)                      | 1       | 1960                          | 1    | 1970                                      |
| Armour (Santana do Livramento)             | 1       | 1980                          | 1    | 1975                                      |
| Passo Fundo (Passo Fundo)                  | 1       | 1986                          | 1    | 2012                                      |
| Palmeirense (Palmeira das Missões)         | 1       | 2001                          | 1    | 1995                                      |
| Sá Viana (Uruguaiana)                      | 1       | 1952                          | 0    |                                           |
| Glória (Carazinho)                         | 1       | 1956                          | 0    |                                           |
| Elite (Santo Ângelo)                       | 1       | 1958                          | 0    |                                           |
| Rio Grande (Rio Grande)                    | 1       | 1962                          | 0    |                                           |
| 14 de Julho (Passo Fundo)                  | 1       | 1968                          | 0    |                                           |
| Riograndense (Santa Maria)                 | 1       | 1978                          | 0    |                                           |
| Brasil de Farroupilha (Farroupilha)        | 1       | 1992                          | 0    |                                           |
| Veranópolis (Veranópolis)                  | 1       | 1993                          | 0    |                                           |
| Atlético Carazinho (Carazinho)             | 1       | 1994                          | 0    |                                           |
| Santo Ângelo (Santo Ângelo)                | 1       | 1995                          | 0    |                                           |
| Torrense (Torres)                          | 1       | 1998                          | 0    |                                           |
| Ulbra (Canoas)                             | 1       | 2003                          | 0    |                                           |
| Sapucaiense (Sapucaia do Sul)              | 1       | 2007                          | 0    |                                           |
| Porto Alegre (Porto Alegre)                | 1       | 2009                          | 0    |                                           |
| Cruzeiro (Cachoeirinha)                    | 1       | 2010                          | 0    |                                           |
| União Frederiquense (Frederico Westphalen) | 1       | 2021                          | 0    |                                           |
| Monsoon (Porto Alegre)                     | 1       | 2024                          | 0    |                                           |
| Atlântico (Erechim)                        | 0       |                               | 4    | 1954, 1958, 1961 e 1962                   |
| Guarani (Venâncio Aires)                   | 0       |                               | 3    | 1990, 2006 e 2015                         |
| Aimoré (São Leopoldo)                      | 0       |                               | 3    | 1982, 1987 e 2018                         |
| Estrela (Estrela)                          | 0       |                               | 2    | 1960 e 1977                               |
| 15 de Novembro (Campo Bom)                 | 0       |                               | 2    | 1994 e 1999                               |
| Ferro Carril (Uruguaiana)                  | 0       |                               | 1    | 1953                                      |
| Uruguaiana (Uruguaiana)                    | 0       |                               | 1    | 1966                                      |
| Cachoeira (Cachoeira do Sul)               | 0       |                               | 1    | 1978                                      |
| 14 de Julho (Santana do Livramento)        | 0       |                               | 1    | 1979                                      |
| SER São Gabriel (São Gabriel)              | 0       |                               | 1    | 1980                                      |
| Grêmio Santanense (Santana do Livramento)  | 0       |                               | 1    | 1991                                      |
| Guarany (Garibaldi)                        | 0       |                               | 1    | 1992                                      |
| São Gabriel FC (São Gabriel)               | 0       |                               | 1    | 2001                                      |
| Farroupilha (Pelotas)                      | 0       |                               | 1    | 2004                                      |
| Cerâmica (Gravataí)                        | 0       |                               | 1    | 2011                                      |